# Ramiro de Maeztu
Ramiro de Maeztu Whitney (Vitoria, 4 maggio 1874 – Madrid, 29 ottobre 1936) è stato un poeta e scrittore spagnolo appartenente alla cosiddetta Generazione del '98.
Dichiaratamente a favore delle forze nazionaliste, dopo lo scoppio della Guerra civile spagnola venne ucciso dai Repubblicani.

## Biografia
Nato nel paese basco da padre spagnolo e madre inglese. Trasferitosi giovanissimo a Madrid, dove frequenta l'ambiente letterario, scrivendo in diverse riviste e divenendo amico di Azorín e Pío Baroja. Dopo un iniziale interesse per il Psoe, scrisse sulla rivista “El socialista”, nel 1899 pubblica Hacia otra España dove emerge la preoccupazione per i problemi e per la realtà della Spagna che si apriva al nuovo secolo, e la necessità di una politica che rimediasse ai mali del Paese. Nel 1905 va a Londra dove resta oltre 15 anni come corrispondente di giornali spagnoli. Diventa, inoltre, collaboratore della rivista di estrazione "fabiana", corporativista ed esoterista "The New Age", diretta da Alfred Richard Orage, sulla quale scrivono anche Ezra Pound, William Butler Yeats e George Bernard Shaw.
Tornato in Spagna simpatizza per Miguel Primo de Rivera e accetta nel 1928 l'incarico di ambasciatore in Argentina.
Nel 1926 pubblica Don Quijote, Don Juan y La Celestina, il suo saggio sul Chisciotte, secondo lui "il libro esemplare della decadenza della Spagna", uno studio fondamentale per analizzare l'opera di Cervantes.
Esponente de l'"Unione Monarchica Nazionale", fu contrario alla proclamazione della Repubblica nel 1931. Si tratta dell'ultima fase del suo pensiero, quando si avvicina al pensiero tradizionalista spagnolo: il suo ideale è la civiltà ispanica e cattolica. Sviluppato negli articoli su Acciòn Espanola, e sul suo libro Defensa de la Hispanidad (1934), dove esalta il valore della hispanidad. Dal 1931 collaborò con la rivista tradizionalista cattolica Acción Española.
Nel 1934 pubblicò Defensa de la Hispanidad.
Nel 1935 viene chiamato a far parte della Real Academia Española.
Monarchico, fu eletto nel novembre 1933 deputato alle Cortes per Renovación Española(1933-1936), si oppose al regime della seconda repubblica. 

### La morte
All'inizio della guerra civile spagnola, il 30 luglio 1936, fu arrestato dalle forze repubblicane e rinchiuso in un carcere madrileno.
Morì fucilato, senza processo, nel cimitero di Aravaca il 29 ottobre, insieme al filosofo Ramiro Ledesma Ramos. Le sue ultime parole: “Voi non sapete perché mi uccidete, ma io so perché muoio: perché i vostri figli siano migliori di voi”.

## Opere
- Hacia otra España (1898)
- Quicote, Don Juan y La Celestina (1929)
- Defensa de la Hispanidad (1934)
- La brevedad de la vida en la poesía lírica española (1935)
- Gloria e decadenza. Una interpretazione del Chisciotte, a cura di S. Leotta, Rubbettino 2024